# Dijan Vukojevic
Dijan Vukojevic, född 12 september 1995, är en svensk fotbollsspelare som spelar för polska Wieczysta Kraków.

## Karriär
Vukojevic började spela fotboll i Råslätts SK när han var 5-6 år gammal. Säsongen 2011 spelade Vukojevic 16 matcher och gjorde fem mål för A-laget i Division 3. Säsongen 2012 gjorde han 10 mål på 18 matcher i Division 3.
I december 2012 värvades Vukojevic av Jönköpings Södra, där han skrev på ett treårskontrakt. Vukojevic gjorde sin Superettan-debut den 13 maj 2013 i en 0–0-match mot Örgryte IS. Inför säsongen 2015 gick han till division 2-klubben Arameisk-Syrianska IF.
I mars 2016 gick Vukojevic till division 3-klubben Assyriska IK. Han gjorde 22 mål på 18 matcher i Division 3 2016. Säsongen 2017 gjorde Vukojevic tre mål på 20 matcher i Division 2. I november 2017 gick han till Husqvarna FF. Vukojevic gjorde fem mål på 27 matcher i Division 1 Södra 2018.
I december 2018 värvades Vukojevic av Norrby IF, där han skrev på ett ettårskontrakt. I januari 2020 värvades Vukojevic av slovakiska Spartak Trnava. Vukojevic debuterade i Slovakiska superligan den 16 februari 2020 i en 0–0-match mot Slovan Bratislava, där han blev inbytt i den 80:e minuten mot Alex Sobczyk.
Den 31 juli 2020 återvände Vukojevic till Norrby IF, där han skrev på ett 2,5-årskontrakt. I januari 2022 värvades Vukojevic av Degerfors IF, där han skrev på ett treårskontrakt. Vukojevic debuterade i Allsvenskan den 4 april 2022 i en 3–1-förlust mot Djurgårdens IF.
Den 17 december 2024 värvades Vukojevic av polska Wieczysta Kraków, där han skrev på ett 1,5-årskontrakt.